# Sommer-Paralympics 2008/Teilnehmer (Kolumbien)
| stlisierte Goldmedaille | stlisierte Silbermedaille | stlisierte Bronzemedaille |
| ----------------------- | ------------------------- | ------------------------- |
| —                       | 1                         | 1                         |

Kolumbien nahm mit zwölf Sportlern an den Sommer-Paralympics 2008 im chinesischen Peking teil.
Fahnenträger bei der Eröffnungsfeier war der Schwimmer Moisés Fuentes. Erfolgreichster Athlet der kolumbianischen Mannschaft war der Leichtathlet Elkin Serna, der eine Silbermedaille im Marathon der Klasse T12 gewann.

## Teilnehmer nach Sportart

### Judo
Männer
- Juan Pablo Catellanos

### Leichtathletik
Männer
- Elkin Serna, 1×  (Marathon, Klasse T12)

### Powerlifting (Bankdrücken)
Männer
- Jainer Cantillo

### Radsport
Männer
- Carlos Arciniegas
- Juan Carreno
- Luis Chacon
- Kennedy Jacome

### Rollstuhltennis
Frauen
- Johana Martínez

Männer
- Eliecer Oquendo

### Schwimmen
Frauen
- Naiver Ome

Männer
- Moisés Fuentes, 1×  (100 Meter Brust, Klasse SB4)
- Miguel Otero